# فرودگاه کونامبل
فرودگاه کونامبل (به انگلیسی: Coonamble Airport) یک فرودگاه همگانی با کد یاتا CNB است که یک باند فرود آسفالت دارد و طول باند آن ۱۵۲۷ متر است. این فرودگاه در کشور استرالیا قرار دارد و در ارتفاع ۱۸۴ متری از سطح دریا واقع شده‌است.

## شرکت‌های هواپیمایی و مقصدهای پروازی
There is no regular passenger transport to Coonamble Airport.  Prior to 2008 there was an Air Link Airlines link to دابو سیتی.